# Notorious (album Duran Duran)
Notorious è il quarto album in studio dei Duran Duran, pubblicato il 17 novembre 1986. Fu uno dei loro maggiori successi commerciali, anche se segnò l'inizio del loro primo periodo di decadenza. L'album venne prodotto da Nile Rodgers e fu il primo del gruppo come trio.

## Il disco

### Genesi e composizione
L'album vide luce in un periodo difficile per il gruppo. Dopo un anno sabbatico, durante il quale i membri si impegnarono in progetti paralleli come The Power Station e Arcadia, i Duran Duran si ritrovarono in studio senza il batterista Roger Taylor, esausto dell'ambiente musicale, mentre il chitarrista Andy Taylor spingeva per avere un sound più duro e meno commerciale.
Dopo una serie di sessioni, anche Andy Taylor decise di lasciare il gruppo, venendo sostituito da Warren Cuccurullo dei Missing Persons, che tuttavia resterà membro non ufficiale fino al 1989.
I tre membri rimasti, Simon Le Bon, John Taylor e Nick Rhodes, continuarono a lavorare al nuovo album utilizzando per la chitarra materiale di Andy Taylor, Warren Cuccurullo e del produttore Nile Rodgers (già chitarrista negli Chic). Alla batteria venne invece chiamato Steve Ferrone per sostituire Roger Taylor.

### Titolo e copertina
La band definì Notorious come un album ispirato ad Alfred Hitchcock in quanto contiene alcuni brani intitolati come i classici film del genio del thriller:
- Notorious (in italiano Notorious - L'amante perduta)
- Vertigo (in italiano La donna che visse due volte)
- Hold me (il cui titolo originale era Rope, ovvero Nodo alla gola in italiano).

Per la quarta di copertina e il video del singolo Notorious venne scelta Christy Turlington, giovane modella, al tempo diciassettenne, di origine statunitense e amica di Yasmin Le Bon, moglie del cantante Simon.

### Tour
Il tour mondiale di Notorious del 1987 fu chiamato Strange Behaviour Tour, fu un grande successo e portò i Duran a suonare per la prima volta in Italia (paese in cui erano già stati in passato, ma solo per apparizioni televisive ed interviste) per 7 tappe consecutive. In America i concerti furono 30, dal Madison Square Garden di New York, al forum di Los Angeles.

## Tracce
Testi e musiche di Taylor, Rhodes e Le Bon.
1. Notorious – 4:18
2. American Science – 4:43
3. Skin Trade – 5:57
4. A Matter of Feeling – 5:57
5. Hold Me – 4:31
6. Vertigo (Do the Demolition) – 4:44
7. So Misled – 4:04
8. Meet El Presidente – 4:20
9. Winter Marches On – 3:26
10. Proposition – 4:57

Durata totale: 46:57

## Singoli
- Notorious / Winter Marches On - ottobre 1986
- Skin Trade / We Need You - febbraio 1987
- Meet El Presidente / Vertigo (Do The Demolition) - aprile 1987

## Formazione
- Simon Le Bon - voce
- Nick Rhodes - tastiere
- John Taylor - basso

con:
- Steve Ferrone - batteria
- Warren Cuccurullo - chitarra
- Nile Rodgers - chitarra
- Andy Taylor - chitarra

## Altri Musicisti
- Warren Cuccurullo - chitarra
- Mac Gollehon, Jimmy Maelen e The Borneo Horns (Lenny Pickett, Steve Elson, Stan Harrison) - fiati
- Curtis King Jr. - cori
- Brenda White-King - cori
- Tessa Niles - cori
- Cindy Mizelle - cori
- Andy Taylor - chitarra, cori su "A Matter of Feeling" e "American Science" (demo)

## Tour promozionale
Per promuovere l'album, il gruppo intraprese lo Strange Behaviour Tour durante il 1987 e il 1988. Per quanto riguarda l'Italia, il tour fece tappa nelle seguenti date:
- 28/05/1987 - Palermo - Stadio Renzo Barbera
- 30/05/1987 - Bari - Stadio della Vittoria
- 31/05/1987 - Cava dei Tirreni - Stadio Simonetta Lamberti
- 01/06/1987 - Roma - Stadio Flaminio
- 04/06/1987 - Modena - Stadio Alberto Braglia
- 05/06/1987 - Milano - Stadio Giuseppe Meazza
- 07/06/1987 - Firenze - Stadio Artemio Franchi